# Casa Ferran Guardiola
La Casa Ferran Guardiola o Casa Cinese è un edificio che si trova al numero 234-236 del Carrer del Consell de Cent all'angolo con Carrer Muntaner nel distretto dell'Eixample di Barcellona.

## Storia
L'edificio è stato realizzato nel 1929 dall'architetto valenciano Juan Guardiola, in collaborazione con i suoi fratelli Salvador e Ferran, e si distingue per la presenza di diversi stili che vanno dall'art déco al modernismo catalano, con influenze della corrente modernista della Secessione viennese e la presenza di diversi orientalismi.

## Descrizione
Il corpo centrale è costituito da quattro piani, con balconi continui chiusi da ringhiere in ferro ai primi tre piani e balconi singoli all'ultimo. In questa sezione e in quella superiore la parete è rivestita di stucco giallastro con sgraffiti geometrici stilizzati e vegetali in rosso. L'ultimo tratto è segnato dal cornicione modanato a coronamento, che nasconde l'attico, staccato dalla linea della facciata. Si notano un balcone poligonale e una voluminosa torre, dove si trova l'attico, sormontata da due pinnacoli monumentali.
La casa è inclusa nell'Inventario del Patrimonio Architettonico della Catalogna.